# بريبين جنسن (لاعب كرة قدم)
بريبين جنسن (بالدنماركية: Preben Jensen)‏ هو لاعب كرة قدم دنماركي، ولد في 15 أكتوبر 1939 في إيسبيرغ في الدنمارك، وتوفي في 16 فبراير 2013. شارك مع منتخب الدنمارك لكرة القدم. أما مع النوادي، فقد لعب مع نادي إيسبيرغ.

## وصلات خارجية
- بريبين جنسن (لاعب كرة قدم) على موقع قاعدة بيانات كرة القدم.إي يو (الإنجليزية)
- بريبين جنسن (لاعب كرة قدم) على موقع ناشيونال فوتبول تيمز (الإنجليزية)
- بريبين جنسن (لاعب كرة قدم) على موقع عالم كرة القدم.نت (الإنجليزية)